# Jvke
Jvke, pseudonimo di Jacob Dodge Lawson (Providence, 3 marzo 2001), è un cantautore statunitense.

## Biografia
Nato da un'insegnante e un pastore protestante, fin da bambino inizia a cantare in un coro religioso ed a prendere lezioni di pianoforte, oltre a comporre alcune canzoni da eseguire con il coro. Intraprende successivamente la carriera universitaria, decidendo tuttavia di interrompere gli studi per intraprendere la carriera musicale a livello professionistico. Nel 2020, durante la pandemia di Covid-19, inizia a dedicarsi alla pubblicazione di video su TikTok e pubblica il suo singolo di debutto Upside Down. In questo periodo, l'artista ottiene una notevole popolarità sul social, spingendo così il già noto Charlie Puth a prendere parte a un remix di Upside Down.
Nel 2021 pubblica il singolo Dandelion con il DJ Galantis, seguito dal brano da solista This Is What Falling in Love Feels Like. Con quest'ultimo ottiene un disco d'oro negli Stati Uniti. Nel 2022 pubblica il suo album di debutto This Is What ____ Feels Like (Vol. 1–4), progetto che raggiunge la posizione 40 della Billboard 200. Uno dei singoli estratti dall'album, Golden Hour, diventa il suo primo successo internazionale raggiungendo la posizione 10 nella Billboard Hot 100 e la 19 in Regno Unito e Canada.  Sempre nel 2022 collabora con Martin Garrix nel singolo Hero. Successivamente, annuncia un tour nordamericano previsto per l'estate 2023.
Nel marzo 2023 pubblica i singoli This Is What Losing Someone Feels Like, This Is What Autumn Feels Like, This Is What Space Feels Like e With All My Heart, quest'ultima in collaborazione con Illenium.

## Discografia

### Abum e singoli
- 2022 – This Is What ____ Feels Like (Vol. 1–4)Singoli

- 2020 – Upside Down (da solista o con Charlie Puth)
- 2021 – Dandelion (con Galantis)
- 2021 – This Is What Falling in Love Feels Like
- 2022 – Golden Hour
- 2022 – Hero (con Martin Garrix)
- 2023 – This Is What Heartbreak Feels Like
- 2023 – This Is What Losing Someone Feels Like
- 2023 – With All My Heart (con Illenium)
- 2023 – This Is What Autumn Feels Like
- 2023 – This Is What Space Feels Like
- 2024 – This Is What Winter Feels Like
- 2024 – Clouds
- 2024 – This Is What Slow Dancing Feels Like
- 2024 – Her
- 2024 – This Is What Forever Feels Like
- 2024 – Next To You
- 2025 – Worlds Collide
- 2025 – Pretty
- 2025 – This Is What Floating Feels Like (ft. Tori Kelly)